# International LT-Serie
Die International LT-Serie ist eine Lastkraftwagen-Baureihe des US-amerikanischen Herstellers Navistar. Sie zählt zu den schweren Lastkraftwagen der Class 8, der höchsten Einstufung für Lastkraftwagen in den Vereinigten Staaten. Die LT-Serie trägt stets die Bezeichnung LT625 und wird ausschließlich als Sattelzugmaschine angeboten.

## Geschichte
Die LT-Serie entstand aus dem Konzeptfahrzeug Project Horizon. Sie wurde am 30. September 2016 erstmals präsentiert und ersetzte die ProStar-Serie. Im November 2016 lief die Produktion der LT-Serie im Navistar-Werk Escobedo an. Zu Beginn wurde die LT-Serie nur mit Motoren vom Typ Cummins X15 angeboten. Im Jahr 2017 wurde zusätzlich der eigene Motor International A26 eingeführt.

## Fahrzeugkonzept

### Antrieb
Die LT-Serie verfügt über einen Hinterradantrieb, wahlweise mit einer 4x2-, 6x4 oder 6x2-Antriebsformel. Dabei kann jeweils zwischen Achsen von Dana Spicer und Meritor gewählt werden.

#### Motor
Ab Werk wurde die International LT-Serie ursprünglich mit den Dieselmotoren International A26 und Cummins X15 angeboten. Beides sind 6-Zylinder-Reihenmotoren.

Stand Januar 2025 besteht die Wahl zwischen dem International S13 12.74L mit 400–515 hp und 1,450–1,850 lb-ft Drehmoment und dem Cummins X15 mit 400–565 hp und 1,450–2,050 lb-ft Drehmoment.
Der International A26 hat einen Hubraum von 758 Kubikzoll (12.421 Kubikzentimeter). Er hat einen Turbolader und war mit Leistungen zwischen 400 und 475 englischen Pferdestärken (298 bis 354 Kilowatt bzw. 406 bis 482 metrische Pferdestärken) verfügbar. Diese Maximalleistungen erreicht er bei 1700 Umdrehungen pro Minute. Die schwächeren Varianten erzeugen das maximale Drehmoment von 1550 bis 1750 Foot-pound (2102 bis 2373 Newtonmeter) bei 975 Umdrehungen pro Minute. Die stärkeren Varianten erzeugen das maximale Drehmoment von 1450 bis 1750 Foot-pound (1966 bis 2373 Newtonmeter) bei 1000 Umdrehungen pro Minute. Er hat ein Trockengewicht von 2299 Pfund (1099 Kilogramm) und ist für eine Laufleistung von 1,2 Millionen Meilen (rund 1,931 Millionen Kilometer) ausgelegt.
Der Cummins X15 Efficiency Series hat einen Hubraum von 912 Kubikzoll (14.945 Kubikzentimeter) und ist ebenfalls mit einem Turbolader ausgestattet. In der Efficiency Series ist er mit Leistungen zwischen 400 und 500 englischen Pferdestärken (298 bis 373 Kilowatt bzw. 406 bis 507 metrische Pferdestärken) verfügbar. Diese Maximalleistungen erreicht er bei einer Drehzahl von 1500. Das maximale Drehmoment von 1450 bis 1850 Foot-pound (1966 bis 2508 Newtonmeter) erzeugt der Motor bei 1000 Umdrehungen pro Minute. In der Performance Series ist der Cummins X15 mit Leistungen zwischen 505 und 565 englischen Pferdestärken (377 bis 421 Kilowatt bzw. 512 bis 573 metrische Pferdestärken) verfügbar. Diese Maximalleistungen erreicht er bei 1600 Umdrehungen pro Minute. Das maximale Drehmoment von 1650 bis 2050 Foot-pound (2237 bis 2779 Newtonmeter) erzeugt der Motor bei 1150 Umdrehungen pro Minute. Beide Varianten des Cummins X15 haben ein Trockengewicht von 3152 Pfund (1445 Kilogramm) und sind für eine Laufleistung von einer Million Meilen (rund 1,609 Millionen Kilometer) ausgelegt.

#### Getriebe
Die LT-Serie wird mit einem Automatikgetriebe, vier verschiedenen automatisierten manuellen Getrieben und drei verschiedenen manuellen Getrieben angeboten. Bei dem Automatikgetriebe handelt es sich um das Allison TC-10 mit zehn Gängen. Bei den automatisierten manuellen Getrieben handelt es sich um das Eaton Endurant (elf oder zwölf Gänge), das Eaton Fuller UltraShift PLUS (13 oder 18 Gänge), das Eaton Fuller UltraShift PLUS LSE (16 Gänge) und das Eaton Fuller Advantage (Zehn Gänge). Bei den manuellen Getrieben handelt es sich um das Eaton Fuller Advantage (Zehn Gänge), das Eaton Fuller (Zehn Gänge) und das Fuller (neun, zehn, 13, 15 oder 18 Gänge).

### Fahrerhaus
Die International LT-Serie ist ohne Schlafkabine (Day Cab) oder mit Schlafkabine (Sleeper) verfügbar. Die Schlafkabinen werden mit einer Länge von 56 oder 73 Zoll (1422 bis 1854 mm) und in jeder Länge wiederum in zwei verschiedenen Höhen angeboten.

## Technische Daten
|                           | LT625 |
| ------------------------- | --- |
| Bauzeitraum               | seit 2016 |
| Abmessungen               | |
| Radstand                  | 4x2: 3708–5740 mm 6x4: 4064–6401 mm |
| Motorkenndaten            | |
| Motortyp                  | R6-Dieselmotor, Direkteinspritzung |
| Motorkennbuchstaben       | International A26 Cummins X15 Efficiency Series Cummins X15 Performance Series |
| Motoraufladung            | Turbolader |
| Hubraum                   | 12.421 cm³ 14.945 cm³ 14.945 cm³ |
| max. Leistung bei min−1   | 298–354 kW (406–482 PS) bei 1700 298–373 kW (406–507 PS) bei 1500 377–421 kW (512–573 PS) bei 1600 |
| max. Drehmoment bei min−1 | 2102–2373 Nm bei 975 bzw. 1966–2373 Nm bei 1000 1966–2508 Nm bei 1000 2237–2779 Nm bei 1150 |
| Kraftübertragung          | |
| Antrieb                   | Hinterradantrieb in 4x2-, 6x2- oder 6x4-Bauweise |
| Getriebe                  | Automatikgetriebe: Allison TC-10 Automatisierte manuelle Getriebe: Eaton Endurant, Eaton Fuller UltraShift PLUS, Eaton Fuller UltraShift PLUS LSE, Eaton Fuller Advantage Manuelle Getriebe: Eaton Fuller Advantage, Eaton Fuller, Fuller |
| Gewichte                  | |
| zul. Gesamtgewicht        | 14.515–27.216 kg |